# Achalkalaki (gemeente)
Achalkalaki (Georgisch: ახალქალაქის მუნიციპალიტეტი, Achalkalakis munitsipaliteti) is een gemeente in het zuiden van Georgië met ruim 37.000 inwoners (2023), gelegen in de regio Samtsche-Dzjavacheti. De gemeente heeft een oppervlakte van 1.235 km² en de gelijknamige stad is het bestuurlijk centrum. Achalkalaki is gesitueerd in het Dzjavacheti-hoogland. De bevolking van Achalkalaki is voor 93% van Armeense komaf, waarmee de gemeente samen met het aangrenzende Ninotsminda het hoogste percentage Armeniërs heeft van alle Georgische gemeenten.

## Geschiedenis
De huidige gemeente Achalkalaki lag in de middeleeuwen in het vorstendom Samtsche (Samtsche-Saatabago, of ook wel Mescheti). Dit vorstendom werd in de 15e eeuw onafhankelijk van het Koninkrijk Georgië, maar werd in de 16e eeuw door zowel het Ottomaanse Rijk als Safavidisch Perzië bevochten. Met de Vrede van Amasya in 1555 kwam Achalkalaki in Perzisch gecontroleerd gebied te liggen. In de 17e eeuw kwam het gebied onder Ottomaanse controle, en werd het onderdeel van het Eyalet van Çıldır (of ook Pasjalik Achaltsiche).

### Russisch gezag

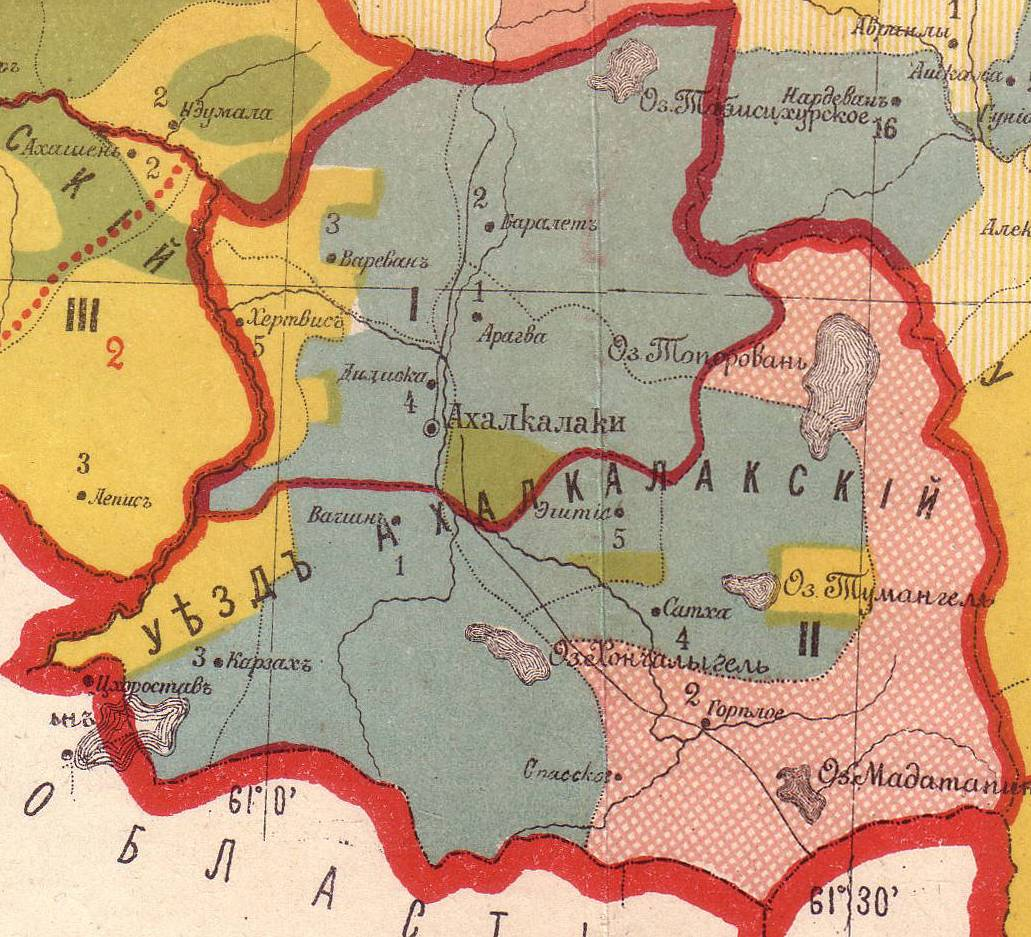
Oejezd Achalkalaki

In de 18e eeuw werd het gebied wederom betwist toen het Georgische koninkrijk Kartli-Kachetië zich los probeerde te worstelen van zowel de Perzen als de Turken. Dit liep met Russische steun uit op een mislukking bij Aspindza en bleef het gebied onder Turks gezag. Gedurende de eerste fase van de Russische annexatie van Georgische gebieden in het begin van de 19e eeuw lag Achalkalaki nog in het Ottomaanse Rijk. Na de Russisch-Turkse Oorlog (1828-1829) en het Verdrag van Adrianopel kwam Achalkalaki en omgeving onder Russisch gezag te staan.
Het gebied werd vervolgens vanaf 1840 bestuurlijk onderdeel van het oejezd Achaltsiche, dat korte tijd deel uitmaakte van het gouvernement Georgië-Imeretië. Het oejezd Achaltsiche werd met de splitsing van dat gouvernement in 1846 bij het gouvernement Koetais ingedeeld, om vervolgens in 1867 bij het gouvernement Tiflis ingedeeld te worden. In 1874 werd Achalkalaki afgesplitst en werd het een apart oejezd dat het gebied van de hedendaagse gemeenten Achalkalaki en Ninotsminda omvatte.

### Moderne indeling
Deze indeling bleef feitelijk bestaan tot de Sovjetverovering van de Democratische Republiek Georgië in 1921 en de bestuurlijke hervorming in 1930. Toen werd het oejezd gesplitst in de rajons Achalkalaki en Ninotsminda en kreeg Achalkalaki de hedendaagse omvang. Na de onafhankelijkheid van Georgië werd het district in 1995 ingedeeld bij de nieuw gevormde regio (mchare) Samtsche-Dzjavacheti, en werd het district in 2006 omgevormd tot gemeente.

## Geografie
Achalkalaki grenst in het westen aan de gemeente Aspindza, in het noorden aan Bordzjomi, in het noordoosten aan Tsalka (regio Kvemo Kartli) en in het oosten aan Ninotsminda. Ten slotte grenst de gemeente in het zuiden aan Turkije.

### Achalkalaki-hoogland
De gemeente ligt in het Achalkalaki-hoogland, een plateau dat onderdeel is van het Dzjavacheti-hoogland, en ligt rond de 1.800-2.200 meter boven zeeniveau. De noordoostelijke gemeentegrens wordt geografisch bepaald door het Samsarigebergte, terwijl de noordelijke gemeentegrens aan de voet van het Trialetigebergte ligt. Verder wordt de geografie van Achalkalaki bepaald door de kloven van de Mtkvari en de Paravani rivieren. Deze laatste stroomt vanuit Ninotsminda in het zuidoosten via de stad Achalkalaki naar Chertvisi waar de rivier zich bij de Mtkvari voegt.
De hoogste berg van de gemeente is de Didi Aboeli, een stratovulkaan in het Samsarigebergte, met een top van 3.301 meter boven zeeniveau. Andere vulkanische toppen zijn de Samsari (3285 m), Sjavnabada (2929 m) en Tavkvetili (2583 m). In het gebied liggen verschillende meren, die tot de grootste van Georgië behoren, de Tabatskoeri- en Kartsachimeren.

## Demografie
Begin 2024 telde de gemeente Achalkalaki 37.379 inwoners, een daling van ruim 12% ten opzichte van de volkstelling van 2014. Het gemeentelijk centrum Achalkalaki verloor 7% inwoners in deze jaren.
| Gemeente Achalkalaki                                                    | -     | -     | -     | 64.655 | 62.977 | 69.992 | 68.234 | 69.256 | 60.975 | 45.070 | 41.481 | 37.379 |  |  |
|                                                                         |       |       |       |        |        |        |        |        |        |        |        |        |  |  |
| Achalkalaki                                                             | 5.440 | 2.737 | 3.475 | 5.331  | 8.804  | 10.751 | 13.405 | 15.572 | 9.802  | 8.295  | 7.851  | 7.483  |  |  |
| Verantwoording data: Bevolkingsstatistiek Georgië 1897 tot heden. Noot: |       |       |       |        |        |        |        |        |        |        |        |        |  |  |

### Etniciteit en religie

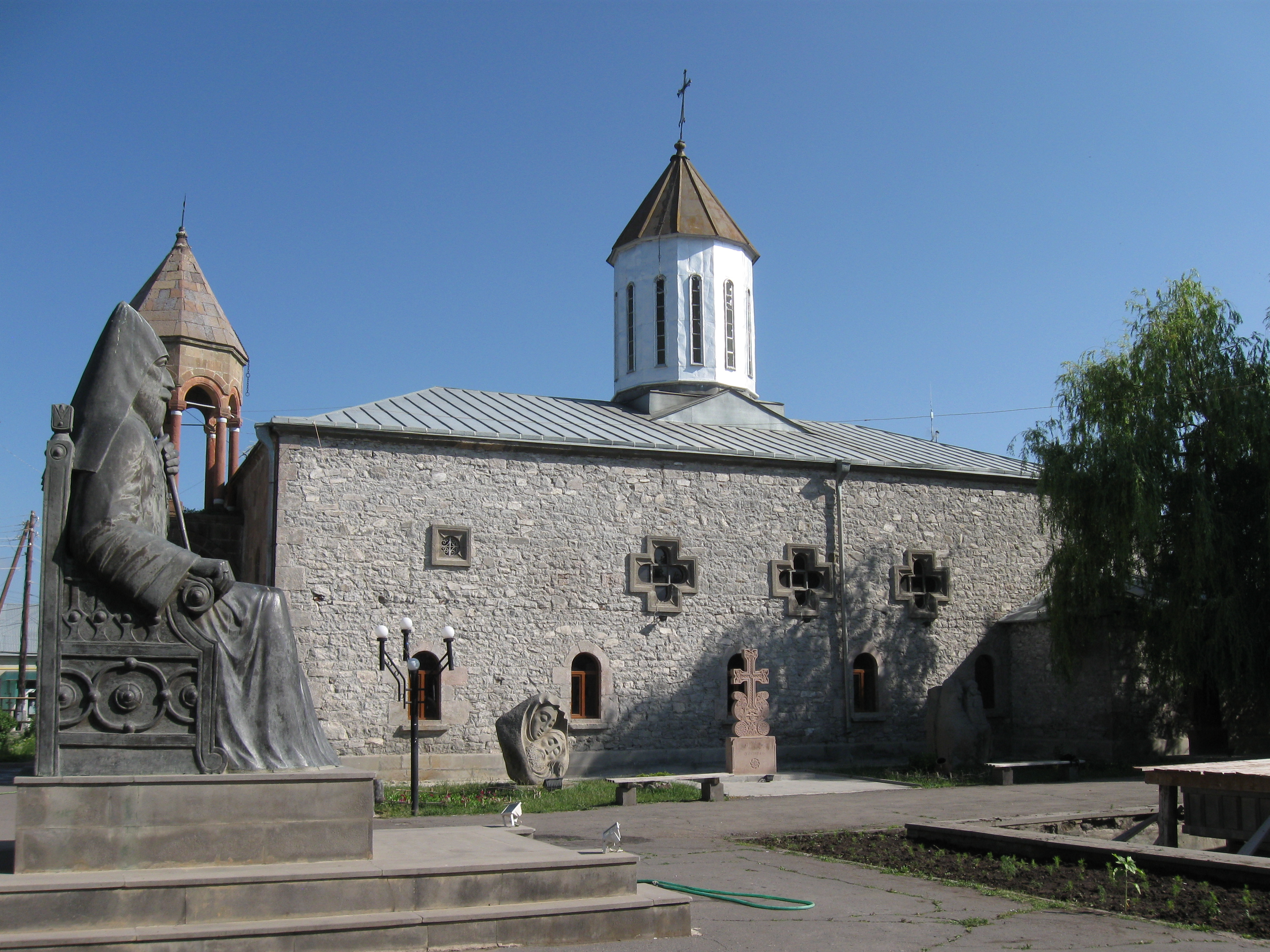
`De Armeense Soerb Chatsj kerk uit 1856 in Achalkalaki

De bevolking van Achalkalaki bestond volgens de volkstelling van 2014 voor het overgrote deel uit Armeniërs (92,9%), met Georgiërs als belangrijkste etnische minderheid (6,8%). Andere minderheden waren enkele tientallen Russen en Grieken. Het grootste deel van de inwoners was volgens de volkstelling Armeens-Apostolisch (78,8%), gevolgd door katholiek (11,7%) en Georgisch-Orthodox (5,7%) en moslim (1,8%). Verder waren er en kleine aantallen jehova's, protestanten en joden.

## Administratieve onderverdeling

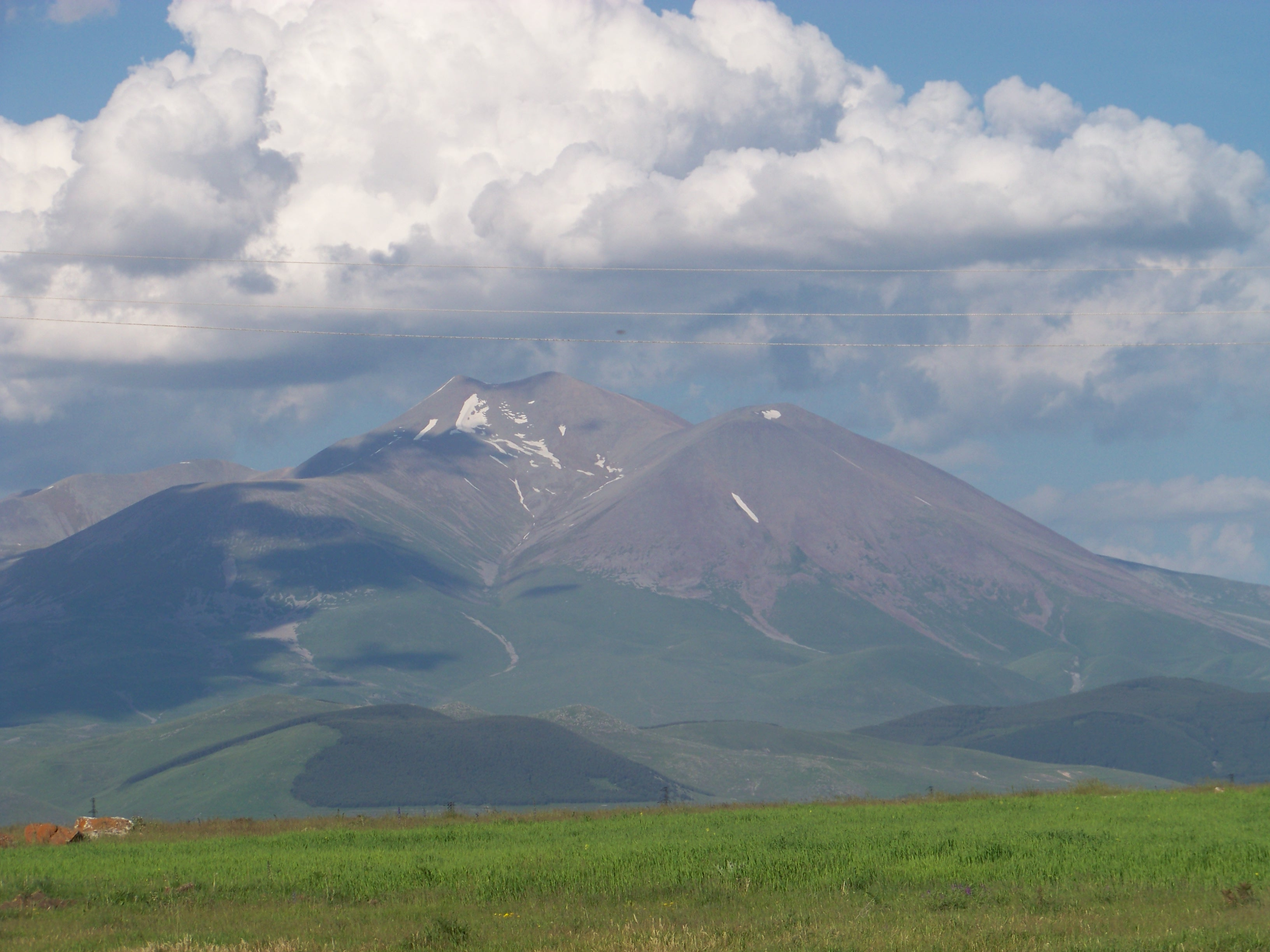
De stratovulkaan Didi Aboeli

De gemeente Achalkalaki is administratief onderverdeeld in 21 gemeenschappen (თემი, temi) met in totaal 64 dorpen (სოფელი, sopeli) en één stad (ქალაქი, kalaki), het bestuurlijk centrum Achalkalaki.

## Bestuur
De gemeenteraad van Achalkalaki (Georgisch: საკრებულო, sakreboelo) wordt elke vier jaar gekozen in een gemengd kiesstelsel. Een deel wordt via enkelvoudige kiesdistricten gekozen en een deel via evenredige vertegenwoordiging van gesloten partijlijsten, waarvoor een kiesdrempel geldt van drie procent.
| Partij | Partij                             | 2014 | 2017 | 2021 |
| ------ | ---------------------------------- | ---- | ---- | ---- |
|        | Georgische Droom (GD)              | 26   | 31   | 37   |
|        | Verenigde Nationale Beweging (UNM) | 1    |      | 2    |
|        | Patriotten van Georgië             |      | 5    |      |
|        | Non-parlementaire Oppositie        | 6    |      |      |
|        | Overige partijen                   | 4    | 2    | 3    |
| Totaal | Totaal                             | 37   | 38   | 42   |

## Bezienswaardigheden

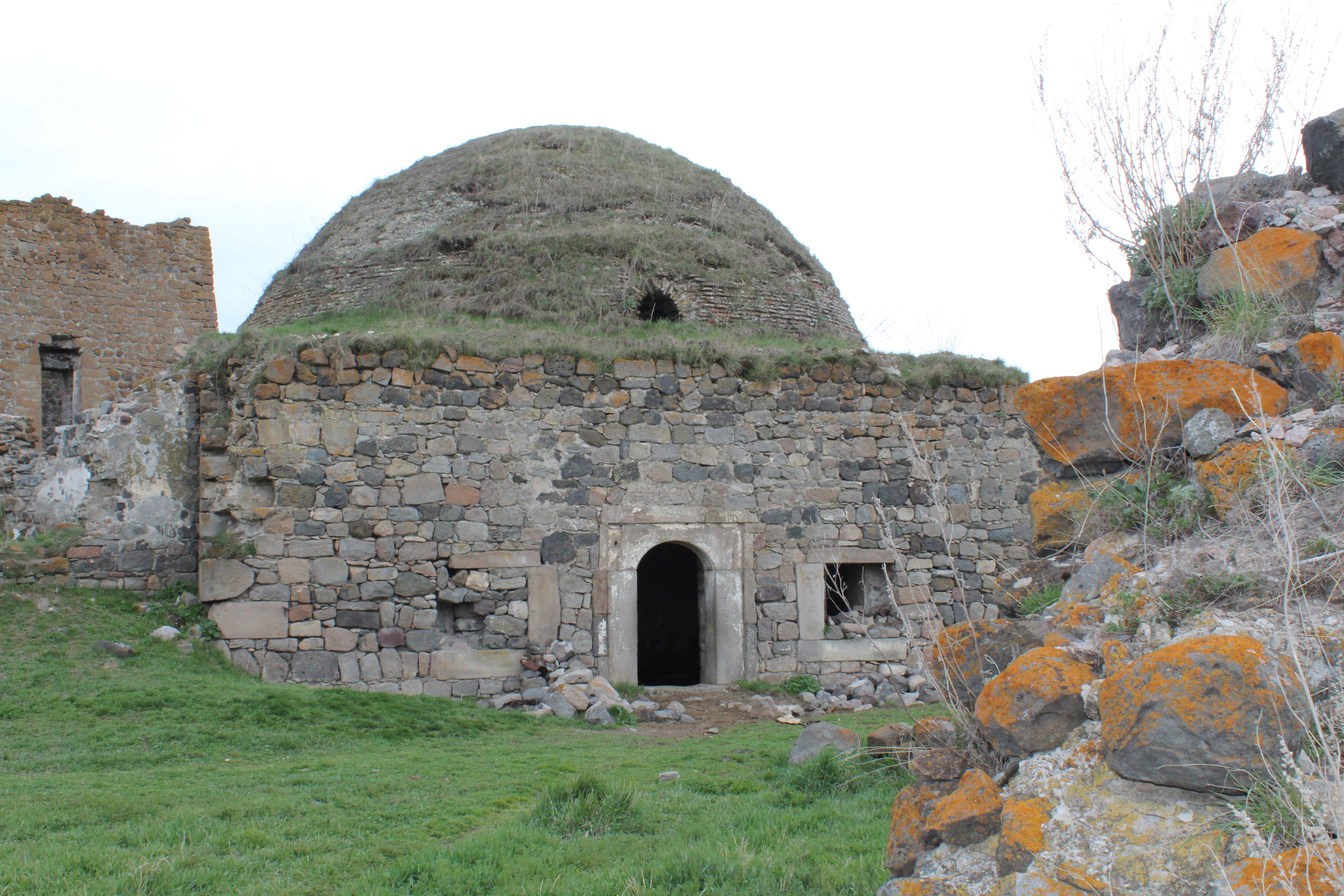
Achalkalaki-fort

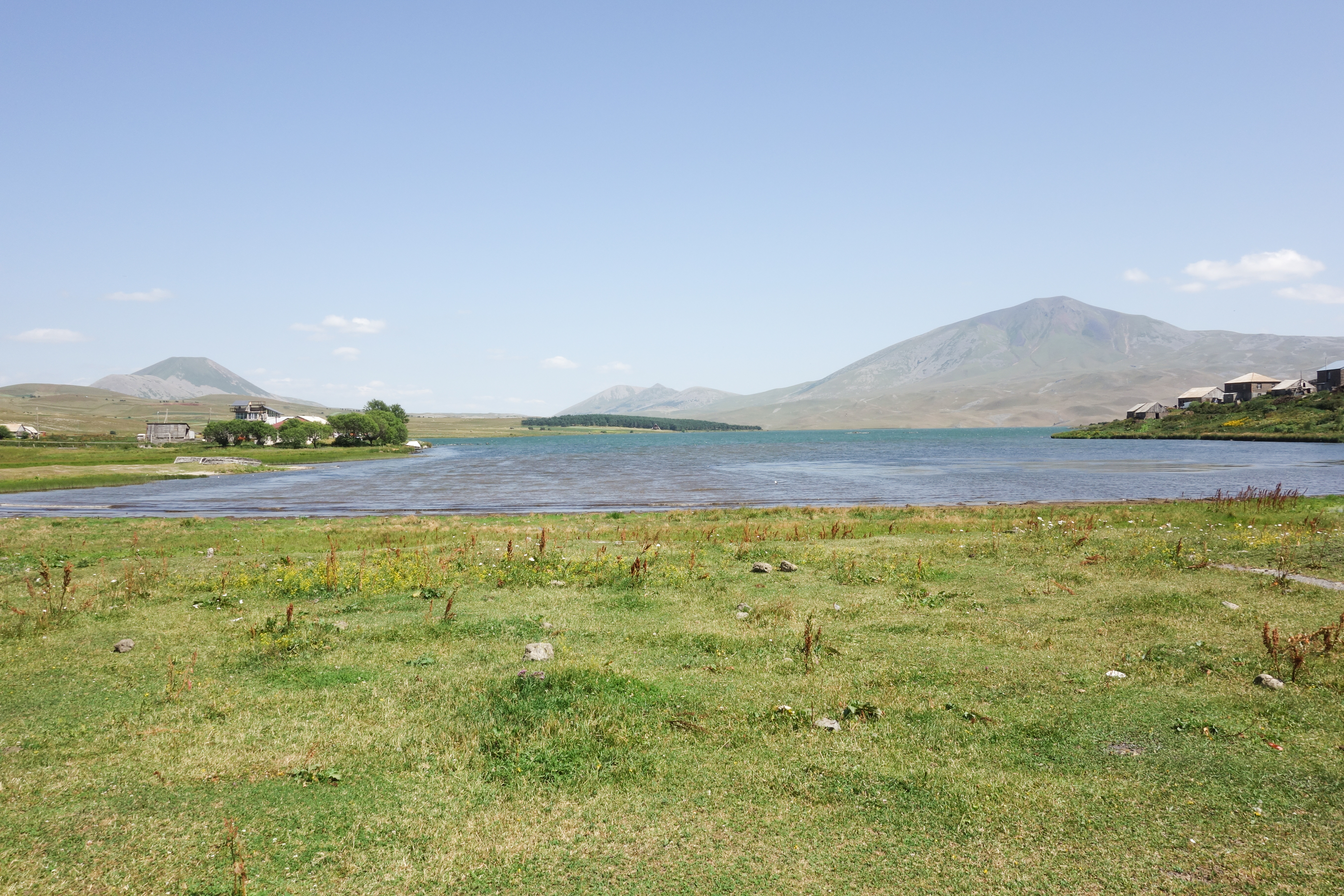
Tabatskoerimeer met de Tavkvetili (l) en Sjavnabada (r) op de achtergrond.

In de gemeente zijn verschillende bezienswaardigheden, maar de belangrijkste zijn:
- Achalkalaki-fort aan de noordzijde van de stad Achalkalaki. Restanten van de oorspronkelijke gefortificeerde nederzetting en een Ottomaanse moskee. Het complex ligt op een rotsplayeau boven de Paravani-rivier.[29]
- In het centrum van Achalkalaki staat de Armeens-Apostolische Soerb Chatsj-kerk uit 1856.[30]
- Verschillende meren in het hoogland, waaronder Kartsachimeer en Tabatskoeri, die vanwege hun vogelrijke fauna onder de beschermde gebieden in Georgië vallen.
- Nationaal park Dzjavacheti.

## Vervoer

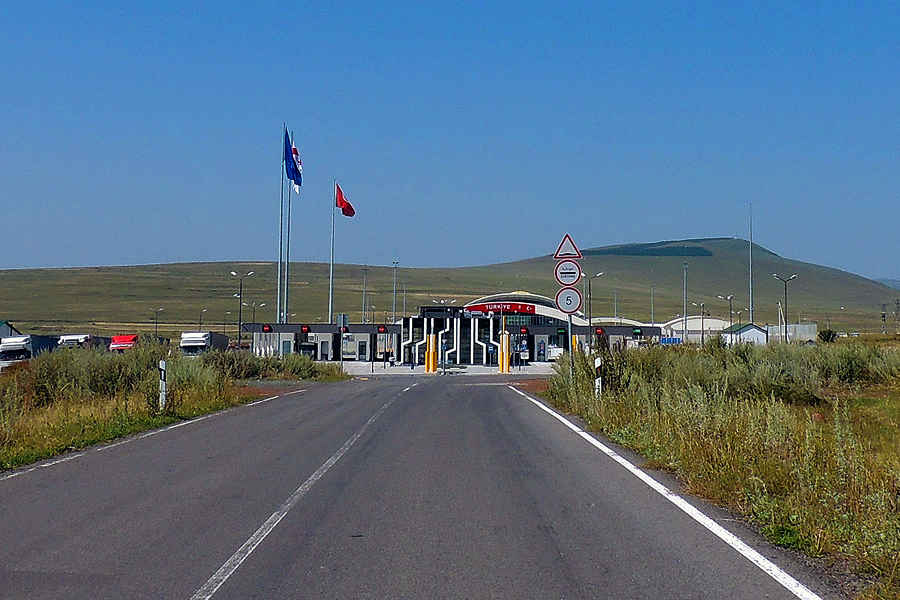
De grensovergang met Turkije bij Kartsachi.

De belangrijkste doorgaande wegen door de gemeente zijn de Georgische routes van internationaal belang S11 en S13. De S13 ligt geheel in de gemeente Achalkalaki en voert vanaf de stad naar de Turkse grens bij Kartsachi. De S11 verbindt Achaltsiche met Armenië via Achalkalaki en Ninotsminda en is onderdeel van de Europese weg E692. De nationale route Sh20 heeft de zuidelijke terminus bij de stad Achalkalaki, en is een belangrijke regionale verbinding naar Bakoeriani.
Sinds de jaren tachtig van de twintigste eeuw is Achalkalaki het eindpunt van een spoorlijn van de Georgische Spoorwegen vanuit Marabda via Tetritskaro, Tsalka en Ninotsminda. Sinds 2007 vindt er geen passagiersvervoer meer plaats toen de lijn grootschalig werd gemoderniseerd in het kader van de Bakoe-Tbilisi-Kars spoorlijn. Tussen Achalkalaki en Ninotsminda werd een aftakking naar Turkije aangelegd, waarbij er ook een groot vracht- en spoorwisselstation bij Achalkalaki is gebouwd. Het nieuwe gedeelte steekt ten zuidoosten van het Kartsachimeer de grens met Turkije over. Sinds 2017 rijden er internationale goederentreinen over het spoor. Het lokale passagiersvervoer is niet hervat. Het gedeelte van het nieuwe station van Achalkalaki naar het oude eindpunt van de lijn aan de zuidkant van de stad werd daarna ontmanteld.